# ちく☆たむ
ちく☆たむは、築田行子と田村響華による声優ユニットである。

## 概要
『『けものフレンズ』ジャパリパークのペンギンアイドルユニット「PPP(ペパプ)」のフンボルトペンギン役築田行子とジェンツーペンギン役田村響華の2人が動物の魅力を伝えるため結成』された。
ちくたむの初出は2017年6月25日にニコニコで放送された、ニコニコSIMの宣伝とけものフレンズ声優がニコニコSIMの入ったスマホを使い脱出ゲームに挑戦する、という番組「ニコニコSIM（仮）発売記念 謎解きゲーム “1GBからの脱出”」である。番組の冒頭で出演者6人が2人組の3チームに分けられチーム名を付けるという演出があり、小野早稀・本宮佳奈チーム、相羽あいな・根本流風チーム、そして築田行子・田村響華チームに分けられた。その時に2人が付けたチーム名が"ちくたむ"である。本人たちはお菓子みたいに、可愛く、との想いで付けたようだが、コメントでは語感から"機動戦士チクタム"と揶揄されていた。
その後、2017年10月から「「けものフレンズ」presentsどうぶつ図鑑」の放送が開始。レギュラーには築田行子と田村響華が発表され、ちくたむコンビは復活した。当初は前述の番組だけでの名前であったが、どうぶつ図鑑の開始によりまた使われ始め、そして番組は好評を博していき、よりコンビ感が強まっていった。当時はファンの間では、ちくたむの呼び方のほかに2人の愛称から"いくきょん"とも呼ばれていた。
呼び名が統一されたきっかけは、2018年3月27日・28日にニコ生特番「築田行子と田村響華の「ちくたむ ぶらり旅」」が放送され、ちくたむ呼びが公式で初めて使われたことによるものと思われる。だが、"いくきょん"でも特に間違いというわけではなく、どうぶつ図鑑のMCじゅん☆じゅんと作家とくもはいくきょんと呼ぶことが多い。

## メンバー
| 名前     | 生年月日       | 出身地       |
| -------- | -------------- | ------------ |
| 築田行子 | 1991年12月19日 | 北海道函館市 |
| 田村響華 | 1996年10月16日 | 和歌山県     |

## ディスコグラフィ

### シングル
| #   | 発売日        | タイトル             | 規格品番       | 規格品番  | オリコン最高位 |
| #   | 発売日        | タイトル             | 初回生産限定盤 | 通常盤    | オリコン最高位 |
| --- | ------------- | -------------------- | -------------- | --------- | -------------- |
| 1st | 2018年10月4日 | どうぶつ!よーいドン! | VIZL-1455      | VIZL-1456 | 21位           |

### アルバム
| #   | 発売日        | タイトル        | 規格品番   | 規格品番   | オリコン最高位 |
| #   | 発売日        | タイトル        | 初回限定盤 | 通常盤     | オリコン最高位 |
| --- | ------------- | --------------- | ---------- | ---------- | -------------- |
| 1st | 2019年10月4日 | ハイパートライ! | VIZL-1654  | VICL-65252 | 54位           |

## 出演

### ラジオ
- Music Spice!（FM FUJI、2019年10月1日 - 2020年3月31日）[15][16]

### インターネット配信
ニコニコ生放送
- 「けものフレンズ」presentsどうぶつ図鑑（2017年10月5日 - 2018年4月19日）全23回[3]
  - どうぶつ図鑑2（2018年5月10日 - 2018年12月27日）全35回
- ちく☆たむ・タニシの ようかい図鑑（2018年9月27日 - 2019年3月28日）全26回[17]
- ちく☆たむの「もうれつトライ！」（2019年6月25日 - ）[18]

## ライブ・イベント

### ワンマンライブ
| 出演日         | タイトル                                   | 会場           | 備考                                                   |
| -------------- | ------------------------------------------ | -------------- | ------------------------------------------------------ |
| 2019年11月29日 | ちく☆たむランド〜戦慄の王女〜              | TSUTAYA O-WEST | Gothic×Luck, 築田行子(個人名義), 尾崎由香 がゲスト出演 |
| 2020年02月22日 | ちく☆たむランド Vol.2～Somebody To Love～  | KeyStudio      | notall, Ry's がゲスト出演                              |
| 2020年03月20日 | ちく☆たむランド Vol.3 〜キラー・クイーン〜 | 表参道GROUND   | sora tob sakana, ゆるめるモ！ がゲスト出演             |